# Moloko
Moloko bylo anglicko-irské hudební duo hrající elektronickou hudbu s prvky trip hopu. Duo se skládalo z Róisín Murphyové a Marka Brydona.
První dvě alba byla ve stylu taneční undergroundové scény, v roce 2000 se s deskou Things to Make and Do posunuli více do mainstreamu, což podtrhl i úspěšný singl „The Time Is Now“. V roce 2001 Róisín a Mark ukončili svůj dlouholetý vztah, ale poté ještě vydali studiovou desku Statues a koncertní nahrávku 11,000 Clicks pořízenou z londýnské Brixton Academy. V současnosti se oba věnují svým sólovým projektům, občas společně koncertují.

## Diskografie

### Studiová Alba
- 1995 – Do You Like My Tight Sweater?
- 1998 – I Am Not a Doctor
- 2000 – Things to Make and Do
- 2003 – Statues

### Živá alba
- 2004 – 11,000 Clicks

### Kompilace
- 2001 – All Back to the Mine
- 2006 – Catalogue